# Oxneriopsis
Oxneriopsis is een geslacht van korstmossen behorend tot de familie Teloschistaceae. De typesoort is Oxneriopsis oxneri.

## Soorten
Volgens Index Fungorum telt het geslacht vier soorten:
| Soortnaam              | Auteur(s)                                          | Publicatiejaar |
| ---------------------- | -------------------------------------------------- | -------------- |
| Oxneriopsis bassiae    | (Ach.) S.Y. Kondr., Upreti & Hur                   | 2020           |
| Oxneriopsis oxneri     | (S.Y. Kondr. & Søchting) S.Y. Kondr., Upreti & Hur | 2017           |
| Oxneriopsis taehaensis | S.Y. Kondr., Lőkös & Hur                           | 2019           |
| Oxneriopsis yeosuensis | S.Y. Kondr., Upreti & Hur                          | 2017           |